# Lancia Flaminia berlina

## Flaminia berlina

### Il prototipo di pre-serie
Al XXXVIII Salone dell'automobile di Torino che si apre il 21 aprile 1956 viene esposta la capostipite di tutte le Lancia Flaminia, la berlina.
La Lancia Flaminia è caratterizzata da una carrozzeria che trae la sua impronta stilistica dalle fuoriserie Florida realizzate nel 1955 dalla carrozzeria Pininfarina su meccanica Aurelia e che si distacca completamente da quella della progenitrice, facendosi immediatamente notare per la forma del frontale, dove il classico scudo che da anni distingueva la produzione Lancia sparisce per lasciare posto ad una calandra più moderna ma se vogliamo più anonima, a sviluppo orizzontale.

La berlina Flaminia di pre-serie esposta al salone di Torino nell'aprile 1956

Meccanicamente, la nuova vettura non presenta innovazioni di particolare rilevanza in quanto il suo progettista, il famoso professor Antonio Fessia (che aveva assunto la direzione tecnica della Lancia nel 1955) ritiene che il motore, un 6 cilindri a V di 60° , seppur ridisegnato, possa ricalcare lo schema costruttivo di quello montato sulla Aurelia che ha sempre fornito ottimi risultati. Vengono modificate però le dimensioni di alesaggio e corsa, che qui hanno valori quasi uguali (alesaggio mm 80 e corsa mm 81,5) e che conducono ad una cilindrata di quasi 2 litri e mezzo (contro i 2,3 litri dell'ultima berlina Aurelia) e ad una potenza di 98 HP (contro 87).

L'autotelaio della berlina Flaminia di pre-serie

La sola vera novità telaistica risiede nell'architettura della sospensione anteriore, dove è stato abbandonato il classico avantreno ad elementi telescopici, un sistema che, seppur impeccabile sotto l'aspetto della tenuta di strada, presentava però alcuni punti deboli, quali la variazione di carreggiata in fase di scuotimento di ciascuna ruota, la necessità di un asse di collegamento tra i due elementi di sospensione ed una certa pesantezza di guida (quest'ultimo difetto era imputabile ai perni dei fusi a snodo che erano collegati da una barra di accoppiamento). Per la Flaminia, di conseguenza, viene disegnata una nuova sospensione anteriore di tipo più convenzionale ma meno problematica, con bracci trapezoidali e molle elicoidali, ammortizzatori idraulici telescopici e barra stabilizzatrice.
Sostanzialmente immutato, invece, il retrotreno (assale rigido tipo De Dion, balestre longitudinali semiellittiche, gruppo frizione-cambio in blocco col differenziale e tamburi dei freni posti all'interno anziché alle ruote).

L'esemplare apparso al XXXVIII Salone dell'automobile di Torino è però da considerare come un prototipo di pre-serie: la versione definitiva, che viene esposta in anteprima mondiale al XXVII Salone dell'automobile di Ginevra del marzo 1957 e le cui consegne ai clienti iniziano nel giugno successivo, si differenzia dal prototipo in diversi particolari ma soprattutto per l'allargamento della carrozzeria e per le portiere, che non sono più con l'apertura cosiddetta “ad armadio” ma sono tutte incernierate anteriormente. Meccanicamente invece le differenze più rilevanti sono costituite da un incremento della potenza (da 98 a 102 HP) e della coppia (da 19 a 19,5 kgm) e dalla sincronizzazione di tutti i rapporti del cambio

### La Flaminia berlina prima serie

La berlina Flaminia prima serie (1957) vista di 3/4 anteriore

La berlina Flaminia prima serie (1957) vista di 3/4 posteriore

Particolare della coda della Flaminia: da notare i doppi tergicristalli applicati al lunotto

Lo spazioso e lussuoso abitacolo della Flaminia berlina

Esposta al salone dell'automobile di Ginevra nel marzo del 1957, la berlina Flaminia "definitiva" presenta, rispetto al prototipo dell'anno prima, queste variazioni:

1. incremento della potenza del motore, da 98 a 102 HP;

2. incremento del valore di coppia massima, da 19 a 19,5 kgm;

3. sincronizzazione di tutti i rapporti del cambio;

4. adozione di una nuova barra stabilizzatrice all'avantreno ed al retrotreno;

5. chiave di accensione motore con bloccaggio automatico del motorino d'avviamento se il motore è in moto;

6. diverso incernieramento delle portiere (ora tutte e quattro a cerniera anteriore);

7. incremento di 8 cm. della larghezza della carrozzeria;

8. diversi dischi ruote;

9. diversa strumentazione;

10. schienale sedile anteriore ora ribaltabile;

11. adozione di volets (deflettori) laterali posteriori, comandati a pulsante - con un originale sistema pneumatico - dal posto di guida;

12. sincronizzazione dell'azione dei tergicristalli con il lavavetri;

13. aumento della cubatura del bagagliaio.

14. rapporto di riduzione al ponte 12/47 (3,92:1) anziché 10/39 (3,90:1)

La Flaminia berlina inizia effettivamente la sua vita sul finire del primo semestre del 1957, epoca in cui grosso modo viene avviata la produzione regolare. I dati di immatricolazione in Italia nel 1957 sono eloquenti: 2 unità a marzo, poi, dopo un vuoto di quattro mesi, 1 a luglio, 36 ad agosto, 68 a settembre, 105 a ottobre. Un successo crescente. A fine anno le Flaminia vendute in Italia saranno 371. L'anno successivo saranno quasi il doppio.

La Flaminia si presenta dunque con una linea che molti giudicano assai positivamente e che si distacca decisamente dai contemporanei modelli italiani ma anche da quelli di ispirazione americana.
 
Particolarmente azzeccata la parte posteriore della carrozzeria, in cui spiccano pinne di non grandi dimensioni che terminano con una fanaleria di forma triangolare.

Il posto di guida della Flaminia berlina

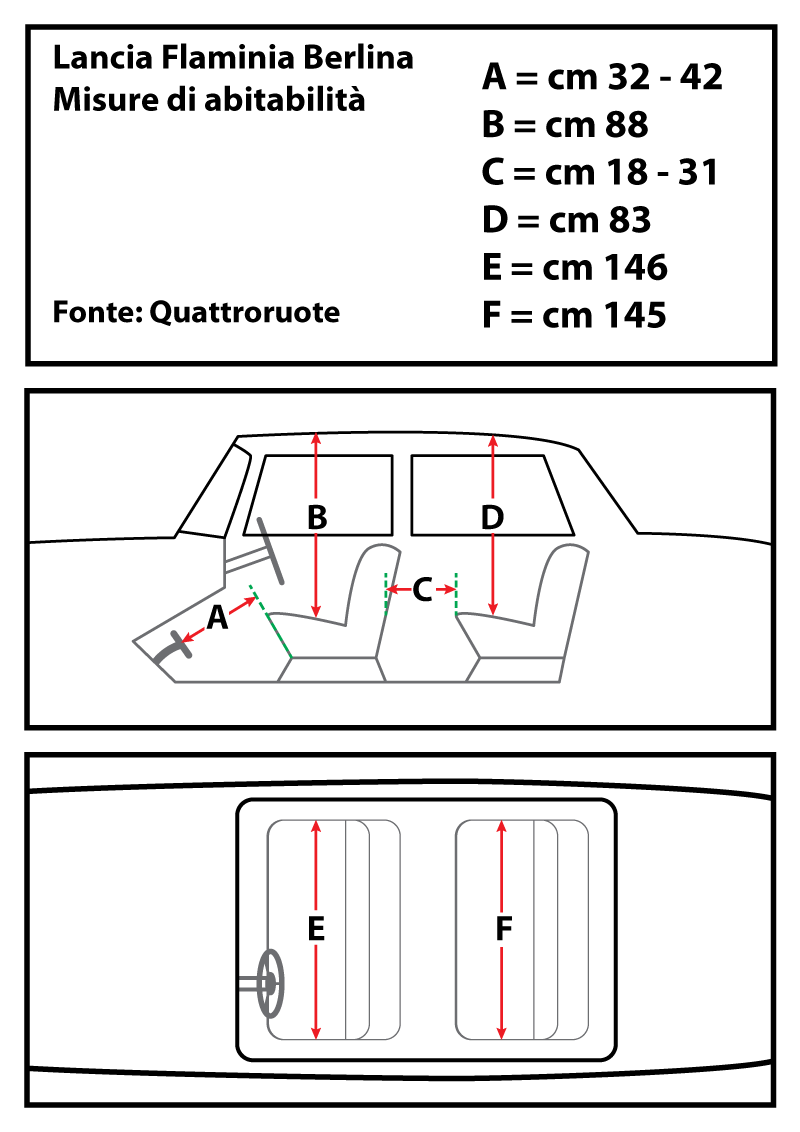
Le principali misure dell'abitacolo della Flaminia berlina

Degna di menzione l'adozione di doppi tergicristalli applicati al lunotto posteriore (che però, un po' inspiegabilmente, verranno aboliti nel 1960).

Nella vista laterale, malgrado le notevoli dimensioni del corpo vettura, la Flaminia mostra una linea filante, grazie anche ad uno spigolo che percorre l'intera fiancata.

Ottime le finiture, in perfetto stile Lancia, al pari dell'abitacolo, comodo e spazioso, dove l'ampio sedile anteriore a panchina (largo quasi un metro e mezzo) consente di ospitare 2 persone oltre al guidatore.

Degne di nota anche le prestazioni: velocità massima di 160 km/, una accelerazione vivace (0-100 in 17" secondo il test della rivista Quattroruote), consumo (norme CUNA) litri 12,5 ogni 100 chilometri.

La berlina Flaminia esposta al Salone di Ginevra nel marzo del 1957

Successivamente, la Flaminia sarà disponibile anche con la frizione automatica tipo “Saxomat” e con i freni a disco.

Anche se il successo sembra assicurato, non possono mancare gli aggiornamenti e le modifiche volte a rendere il prodotto sempre più appetibile e concorrenziale.

Già alla fine del 1957 (più esattamente dal telaio nº 1352) si registra la prima modifica importante, il potenziamento dell'impianto frenante (dove effettivamente le prime Flaminia non eccellevano) che si traduce in un incremento della superficie frenante da 1525 a 1765 cm²; da notare che questa modifica potrà essere apportata alle vetture già circolanti (la casa costruttrice la effettua a fronte di un esborso di Lire 20.000).

La disposizione dei comandi

La strumentazione

Schema delle posizioni del cambio al volante

A partire dall'autunno 1958 (in concomitanza con il Salone dell'automobile di Parigi) per la Flaminia è disponibile, con un supplemento di prezzo di 100.000 Lire, la frizione automatica tipo “Saxomat”.

Al Salone dell'automobile di Amsterdam (18-28 febbraio 1960) la novità Lancia è costituita dall'annuncio che anche la berlina, così come già le versioni derivate più potenti, può essere munita, a richiesta (con sovrapprezzo di 60.000 Lire), di freni a disco (tipo Dunlop) sulle 4 ruote (assistiti dal servocomando a depressione). In quello stesso periodo, la Flaminia subisce anche modifiche di lieve entità dovute all'entrata in vigore del nuovo Codice della Strada italiano: vengono variate le luci posteriori (arancioni e rosse anziché tutte rosse) mentre nell'impianto dei lampeggianti per il cambio di direzione viene aggiunto un ripetitore laterale sul parafango anteriore. Contemporaneamente viene eliminato il piccolo fanalino che si trovava alla base del deflettore posteriore.

A partire dal marzo del 1960 (Salone di Ginevra) si ha, inspiegabilmente, la soppressione dei tergilunotto, un singolare accessorio che aveva destato curiosità e che aveva piacevolmente caratterizzato la prima berlina della Flaminia.

Nell'estate del 1960 viene migliorato lo sterzo, dove viene inserito un ammortizzatore idraulico telescopico alla timoneria e viene aggiunto il termometro dell'olio alla strumentazione.

Poi, dopo circa quattro anni e mezzo di vita, nell'ottobre 1961, la prima serie lascia il posto alla serie successiva.
- - Periodo di produzione: approssimativamente, dal giugno 1957 al settembre 1961
  - Modelli:
    - tipo 813.00, berlina 4 porte, 5-6 posti, con guida a sinistra
    - tipo 813.03, berlina 4 porte, 5-6 posti, con frizione automatica Saxomat
    - tipo 813.36, berlina 4 porte, 5-6 posti, con frizione automatica Saxomat, versione destinata all'esportazione negli USA.

  - Numerazione progressiva:
    - da 1001 a 3695

  - Unità prodotte: vedi Nota (1)
    - 2695 (2616 berline 813.00, 48 berline 813.03, 31 berline 813.36).

  - Caratteristiche principali:
 motore: anteriore a 6 cilindri a V di 2457,98 cm³, potenza 102 cv (DIN) a 4600-4800 giri, valvole in testa; carrozzeria: berlina 4 porte, 5-6 posti, scocca semi-portante, sospensione anteriore a ruote indipendenti, sospensione posteriore a ruote semi-indipendenti (schema De Dion); trasmissione: con trazione alle ruote posteriori, cambio a 4 rapporti+retromarcia; dimensioni e peso: passo cm 287, lunghezza cm 485,5, larghezza cm 175, peso (a vuoto) kg 1460 circa; velocità max: km/h 160.

Nota (1): secondo alcune fonti, fermo restante il totale di 2.695 esemplari, le berline 813.00 sarebbero 7 in più, mentre le 813.03 con frizione Saxomat sarebbero 7 in meno.
| Caratteristiche tecniche Lancia Flaminia berlina prima serie | |
| Motore                                                       | tipo "813.00”; anteriore, longitudinale, monoblocco; corpo cilindri in alluminio con canne ghisa piantate; pistoni in lega d'alluminio, con tre anelli (due di tenuta e uno raschiaolio); testa cilindri in alluminio con sedi valvole riportate; bielle in acciaio con boccole perno stantuffo in bronzo; albero motore ruotante su 4 supporti; peso del motore a secco (senza acqua e senza olio) kg 175; sospensione motore tramite quattro supporti su doppi tamponi di gomma. |
| Numero e posizione cilindri                                  | 6 cilindri a V (60°). |
| Cilindrata                                                   | cmc 2457,98 (alesaggio mm 80,00 - corsa mm 81,50). |
| Distribuzione                                                | albero a camme, nel basamento, in posizione centrale (posto cioè nell'angolo formato dalle due file di cilindri) comandato a catena con tenditore idraulico automatico; valvole in testa (due per cilindro) inclinate tra di loro, azionate da puntalini e bilancieri; ogni valvola è richiamata da una molla singola; camere di scoppio emisferiche; messa in fase della distribuzione: a) aspirazione: apertura 11° prima del P.M.S. (Punto Morto Superiore), chiusura 49° dopo il P.M.I. (Punto Morto Inferiore): b) scarico: apertura 49° prima del P.M.I., chiusura: 11° dopo il P.M.S.; gioco normale valvole a motore freddo: aspirazione 0,15 mm, scarico 0,25 mm; cilindri 1-6 al P.M.S. (Punto Morto Superiore): con segno “0” sul volano motore che coincide con l'indicazione ¼ sulla scatola volano; controllo della messa in fase: inizio apertura della valvola di aspirazione del cilindro nº 1 al P.M.S. (Punto Morto Superiore) con gioco al controllo di 0,8 mm. |
| Rapporto di compressione                                     | 7,85:1 |
| Potenza max                                                  | 102 cv a 4.600-4.800 giri/minuto se misurata col sistema DIN; 112 HP se misurata col sistema SAE (motore non installato in vettura, sul banco, privo di marmitta, di ventilatore e di filtro aria); il regime massimo di rotazione è superiore a quello della potenza massima, ed è fissato in 5.200 giri/minuto; la potenza media al regime di coppia massima (3000 giri/minuto) è di circa 80 cv. |
| Coppia                                                       | 19,5 mkg a 3000 giri /minuto; |
| Lubrificazione                                               | forzata, con pompa ad ingranaggi e valvola limitatrice della pressione; filtro del tipo “a cartuccia” tipo FRAM posto sul lato sinistro del motore, filtro a rete nella succheruola; capacità circuito circa litri 6,60 (pari a kg 6,0), compresi filtri e tubazioni; manometro pressione olio sul quadro strumentazione. |
| Raffreddamento                                               | ad acqua, a circolazione forzata, con pompa centrifuga coassiale col ventilatore ausiliario a 4 pale, comandato con cinghia trapezoidale; l'impianto è regolato da due termostati, uno sulle tubazioni e l'altro che comanda la persiana al radiatore; capacità circuito (radiatore e motore) litri 10 (incluso 1 litro dei riscaldatori); introduzione acqua tramite apertura tappo sul radiatore; scarico acqua tramite rubinetto posto sul lato destro del motore. |
| Accensione                                                   | a spinterogeno; bobina Marelli B200A; distributore d'accensione: secondo il libretto di uso e manutenzione edito nel giugno 1958, sarebbe del tipo Marelli tipo S 74 A mentre secondo il libro "Lancia Fulvia, Flavia, Flaminia" di Sergio Puttini, Nada Editore, sarebbe del tipo Marelli S 80 A); anticipo fisso: secondo il libretto di uso e manutenzione edito nel giugno 1958, sarebbe 11° con anticipo automatico 22° in più dell'anticipo fisso, mentre secondo il libro "Lancia Fulvia, Flavia, Flaminia" sopraindicato, sarebbe 3° con anticipo automatico 22° in più dell'anticipo fisso; correttore a depressione 17°; ordine d'accensione: 1-4-3-6-5-2; numerazione cilindri: a sinistra 1-3-5, a destra 2-4-6, a partire dal ventilatore; candele secondo il libretto di uso e manutenzione edito nel giugno 1958, le candele montate sarebbero delle Champion N3 oppure delle AC FL7 (entrambe da mm 14 × 1,25 con apertura punte di mm 0,5-0,6) mentre secondo il libro "Lancia Fulvia, Flavia, Flaminia" di Sergio Puttini, Nada Editore, le candele sarebbero delle Champion N5, con distanze tra gli elettrodi di mm 0,5-0,6; apertura contatti distributore mm 0,42-0,48. |
| Alimentazione                                                | carburatore invertito Solex 35 PAAI, doppio corpo, munito di dispositivo d'avviamento (starter) comandato con leva sotto il cruscotto; pompa meccanica situata sul lato destro del motore, munita di filtri a rete. Dati di regolazione del carburatore: diffusori mm 26, getti principali mm 1,40, getti del minimo 0,45, freno aria mm 2,50; filtro aria sul carburatore, ad elemento filtrante. |
| Impianto elettrico                                           | a 12 V - batteria da 42 Ah (sistemata nel cofano anteriore); dinamo DN 51 A da 300 W; motorino di avviamento elettrico Marelli MT 32 A-0,8/12 D9 con rapporto denti pignone/denti corona 9/121; regolatore Marelli IR 41 A; proiettori: a) proiettori 12V-45/40W; b) luci di posizione anteriori, indicatori di direzione anteriori, luci posteriori e indicatori di direzione posteriori 12V-3/20W; c) luci fendinebbia 12V/45W; d) illuminazione targa, ripetitori laterali di direzione, illuminazione interno vettura, illuminazione interno cofano e illuminazione interno baule 12V/5W; e) segnalatori di arresto 12V/20W; f) illuminazione quadro apparecchi, spia dinamo, spia indicatori di direzione, spia starter, spia pressione olio e spia accendisigaro 12V/2,5W; g) spia luci di posizione 24V/3W. Da notare che gli indicatori di direzione posteriori, posti in prossimità dei deflettori posteriori, vengono soppressi nel 1960, in ossequio alle regole previste dal nuovo Codice della Strada, e sostituiti con indicatori sistemati sulla fiancata, poco sopra il passaruota delle ruote anteriori. |
| Trasmissione                                                 | trazione sulle ruote posteriori; frizione, cambio e differenziale in gruppo unico, fissato al telaio e disposto al retrotreno L'albero di trasmissione è in due tronchi, con supporto intermedio e giunti in gomma muniti di centratore; il cuscinetto del supporto intermedio è a tenuta stagna, mentre la lubrificazione dei centratori dei giunti viene fatta solo al montaggio; semiassi con manicotto di sfilamento, con giunti interni del tipo “a dado” scorrevoli e giunti esterni a cardano; lubrificazione giunti interni tramite doppio tappo sfioratore sulle scatole rotanti (capacità 0,2 litri per scatola); lubrificazione giunti esterni con ingrassatore a pressione sul mozzo ruote. |
| Frizione                                                     | frizione in blocco unico con cambio e differenziale (blocco unico disposto al retrotreno, come indicato alla voce “trasmissione”) monodisco a secco tipo F. & S.; corsa del pedale mm 20-25; per regolare la corsa del pedale occorre far ruotare la forcella posteriore del tirante di comando. Dalla fine del 1958 è possibile montare, a richiesta e con sovrapprezzo, la frizione automatica sistema Saxomat. |
| Cambio                                                       | cambio in blocco con frizione e differenziale (blocco unico disposto al retrotreno, come indicato alla voce “trasmissione”) a 4 rapporti+retromarcia; tutte le marce avanti sono silenziose e sincronizzate; rapporti: I=3,31:1;II=2,20:1;III=1,51:1;IV=1:1; RM=3,60:1; leva di comando al volante; capacità olio gruppo propulsore (cambio-differenziale) litri 4,10 (pari a kg 3,70); controllo livello tramite asta nel tappo di introduzione, che si trova sul propulsore ed è accessibile togliendo l'apposito coperchio sul piano del bagagliaio; lo scarico dell'olio si effettua tramite tappo inferiore nel cambio. |
| Rapporto al ponte                                            | rapporto finale di riduzione, con coppia conica Hypoid 12/47 (3,917:1). |
| Scocca                                                       | portante in lamiera d'acciaio, con telaio ausiliario raggruppante motore, montanti sospensioni anteriori e guida; pianale in lamiera stampata con traverse a fondo integrale che si raccorda, nella parte anteriore, ad un robusto portale. |
| Sospensioni ant.                                             | a ruote indipendenti a quadrilatero trasversale, molle ad elica e barra stabilizzatrice; ammortizzatori idraulici telescopici a doppio effetto, tipo SABIF, non regolabili; capacità olio 280 cm³ cadauno. |
| Sospensioni post.                                            | a ruote semi-indipendenti (schema De Dion), mediante assale con barra di reazione trasversale e barra stabilizzatrice, balestre longitudinali ed ammortizzatori idraulici telescopici a doppio effetto tipo SABIF, non regolabili; capacità olio 420 cm³ cadauno. |
| Impianto frenante                                            | freni d'esercizio (SABIF), a pedale, idraulici ed agenti sulle 4 ruote, con ceppi avvolgenti ad espansione; freno di stazionamento, a mano, meccanico ed agente sul propulsore posteriore (la impugnatura del comando del freno a mano è posizionata sotto il cruscotto) ; i freni anteriori sono montati normalmente sulle ruote, quelli posteriori sono montati all'uscita dal gruppo frizione-cambio-differenziale; tamburi alettati in lega di alluminio; diametro dei tamburi anteriori cm 30, di quelli posteriori cm 28; larghezza dei tamburi cm 7; superficie totale frenante 1.525 cm² ; dal telaio nº 1352 (autunno-inverno 1957) viene potenziato l'impianto frenante (la superficie frenante passa a 1765 cm²); serbatoio freni idraulici posto nel cofano motore, munito di pompa di pressione costante e tappo di introduzione astina livello; capacità circuito (liquido SABIF P2 oppure liquido Lockheed per freni) litri 0,30 (kg 0,25). Dalla primavera 1960 si possono montare, a richiesta e con sovrapprezzo (60.000 Lire) i freni del tipo “a disco” (marca Dunlop) anteriori e posteriori, con servofreno. |
| Sterzo                                                       | sterzo a vite globoidale e rullo (rapporto 1:18,2); capacità olio scatola guida litri 0,31 (kg 0,28); introduzione olio tramite tappo sul coperchio scatola (il livello è normale quando l'olio copre la vite globoidale); snodi a sfera (lubrificati solo al montaggio); ingrassatore a pressione sul perno di rinvio; a partire dall'estate del 1960 nella timoneria viene inserito un ammortizzatore idraulico telescopico; la posizione di guida è a sinistra (non è prevista la possibilità di ottenere la guida a destra); diametro del volante cm 42,6; diametro di sterzata mt 12,00; giri volante per sterzata completa (da tutto a destra a tutto a sinistra) 4 (secondo “Quattroruote”), 4 e ¼ (secondo “The Autocar”). |
| Ruote                                                        | a disco, in lamiera stampata. |
| Pneumatici                                                   | secondo il libretto di uso e manutenzione edito nel giugno 1958, le gomme sono della misura 165x400 e le pressioni di gonfiaggio (a freddo) sono di 1,80 kg/cm² anteriormente e 2,0 kg/cm² posteriormente, mentre secondo il volume "Lancia Fulvia, Flavia, Flaminia" di Sergio Puttini, Giorgio Nada Editore, sarebbero della misura 175x400, con pressioni di gonfiaggio (a freddo) di 1,80 kg/cm² anteriormente e 2,2 kg/cm² posteriormente. |
| Passo                                                        | cm 287,0. |
| Altezza minima da terra                                      | cm 14,0 (con vettura carica); secondo alcune fonti l'altezza minima da terra sarebbe di cm 11,0. |
| Carreggiate anter-poster                                     | cm 136,8 -cm 137,0. |
| Lunghezza x larghezza x altezza                              | vettura (berlina) cm 485,5 x cm 175,0 x cm 146,0 (l'altezza, sempre intesa a vettura scarica, secondo il volume "Lancia Fulvia, Flavia, Flaminia" di Sergio Puttini, Giorgio Nada Editore, sarebbe invece di cm 148,0). |
| Carrozzeria, arredamenti ed accessori                        | carrozzeria: berlina 4 porte con montante centrale e porte incernierate anteriormente (apertura controvento), 5-6 posti (l'ampio sedile anteriore unico può ospitare 3 persone, mentre la portata della vettura è di 450 kg, corrispondenti a 5 persone + 100 kg di bagaglio oppure di 6 persone + 30 kg di bagaglio); volante (non regolabile) a due razze con semi-anello per azionamento avvisatore elettroacustico. sedili: sedile anteriore unico (con inclinazione schienale regolabile) con bracciolo centrale retrattile; braccioli all'interno di tutte e quattro le portiere; dal dicembre 1958 sono disponibili come optional a richiesta (con sovrapprezzo di Lire 40.000) sedili anteriori divisi; sedile posteriore con bracciolo centrale retrattile. vano motore: illuminato. bagagliaio: vano illuminato; il bagagliaio, rivestito in gomma sia sul fondo che sulle pareti, contiene la ruota di scorta (posizionata verticalmente e ricoperta da apposita guaina) e gli attrezzi in dotazione; il coperchio, contrappesato, rimane aperto in qualsiasi posizione. comandi al volante: leva per commutazione luci ed azionamento indicatori di direzione, leva del cambio e semi-anello per azionamento avvisatore elettroacustico. comandi a pedale: freno, frizione ed acceleratore (quest'ultimo del tipo a suola); tutti e tre i pedali sono rivestiti in gomma. comandi sotto al cruscotto: due levette per comando e regolazione aerazione e riscaldamento lato sinistro, leva per lo bloccaggio del cofano motore, leva del freno di stazionamento, azzeratore del contachilometri parziale, starter, levetta di inserimento riscaldatore, levette per comando e regolazione aerazione e riscaldamento lato destro; comandi al cruscotto: gruppo di 3 pulsanti per comando apertura e chiusura deflettori ai vetri posteriori, chiave di inserimento servizi (nonché accensione ed avviamento motore), fendinebbia, accensione fari (luci di posizione, mezze luci ed abbaglianti), illuminazione della strumentazione (ad intensità regolabile), illuminazione abitacolo, ventilatore, tergicristallo e lavaparabrezza, accendisigaro, cassetto ripostiglio con serratura, portacenere. strumentazione: riunita in due strumenti circolari; lo strumento di sinistra comprende il tachimetro con scala fino a 180 km/h, l'indicatore livello benzina, quelli della pressione dell'olio (con spia luminosa in caso di pressione insufficiente) e della temperatura dell'acqua nonché i due contachilometri (totalizzatore e parziale); alla base dello strumento, le due spie degli indicatori di direzione; lo strumento di destra include invece il contagiri (graduato fino a 5500 giri), l'orologio e tre spie: starter, dinamo e luci. Nello strumento di sinistra, a partire dal 1960, al posto delle due spie degli indicatori di direzione (che vengono spostate nello spazio al centro tra i due strumenti circolari) viene inserito un nuovo utile indicatore, il termometro dell'olio. accessori: due alette parasole (accuratamente rifinite ed imbottite) orientabili ma utilizzabili solo frontalmente, specchietto di cortesia sul retro dell'aletta parasole di destra, deflettori posteriori teleazionabili dal pilota tramite appositi comandi al cruscotto, due portacenere (uno posto al centro del cruscotto, l'altro applicato al centro dello schienale del sedile anteriore), tasche portadocumenti alle portiere anteriori e nel retro dello schienale del sedile anteriore, cassetto ripostiglio con chiusura a chiave, impianto di aerazione e riscaldamento (che permette di indirizzare l'aria fredda oppure calda sul parabrezza o all'interno della vettura), specchio retrovisore con scatto anabbagliante, plafoniere per illuminazione abitacolo (automatica all'apertura della porta del guidatore oppure a comando con interruttore), doppio tergivetro (interno ed esterno) al lunotto, comandabile dal pilota, utile per il disappannamento interno e per la pulizia esterna (da notare che questo utile accessorio viene eliminato in corso di produzione, grosso modo a partire dal marzo del 1960). gamma colori: al debutto (estate 1957) la gamma dei colori disponibili prevede 4 tinte unite (nero, blu scuro, grigio, grigio scuro metallizzato) e 5 combinazioni bicolori (il primo colore si riferisce al padiglione ed al cofano posteriore: nero/grigio, grigio/grigio chiaro, grigio/grigio scuro, nero/avorio, nero/celeste). |
| Peso                                                         | a vuoto kg 1460 circa, in ordine di marcia (rilevato dalla rivista "Quattroruote" nel corso della "prova su strada" pubblicata nel fascicolo del gennaio 1959) kg 1530. |
| Serbatoio carburante                                         | capacità litri 58, di cui 7 di riserva; indicatore livello sul quadro porta-apparecchi del cruscotto. |
| Velocità massima                                             | 160 km/h; velocità massime (km/h) nelle varie marce:: I=50 II=75, III=110; Retromarcia=46 |
| Pendenze massime superabili                                  | in prima marcia=34%; in II=21%; in III= 14%; in IV=9%. ; in retromarcia 35% |
| Consumo                                                      | calcolato secondo norme CUNA (in IV marcia, ad una velocità costante pari ai 2/3-3/4 della velocità massima, cioè, nella fattispecie, a circa 110-120 km/h) 12,5 litri di supercarburante (con NO minimo di 92) ogni 100 km. |
| Tassa di circolazione                                        | Potenza fiscale in Italia CV 26; bollo di circolazione annuo: dal debutto (giugno 1957) al 30-6-59=Lire 87.390 dal 1-7-1959 =Lire 101.085 |
| Prezzo in Italia                                             | Dal debutto (giugno 1957) a fine commercializzazione (settembre 1961): Lire 2.940.000 (prezzo di listino) Optionals previsti: negli anni 1957-58 è previsto soltanto l'autoradio (Lire 133.000); nel 1959: apparecchio radio (Lire 133.000); frizione automatica Saxomat (Lire 100.000); interno in pelle (Lire 105.000); sedili anteriori divisi (Lire 40.000) nel secondo semestre 1960 e sino a fine commercializzazione (ottobre 1961): apparecchio radio (Lire 148.000); frizione automatica Saxomat (Lire 100.000); interno in pelle (Lire 155.000); freni a disco (Lire 60.000); sedili anteriori divisi (Lire 40.000); gomme fianco bianco (Lire 21.500) |
| Prezzo in Svizzera                                           | nel marzo 1959: 26.950 Franchi Svizzeri |

### La Flaminia berlina seconda serie

La Flaminia berlina seconda serie: si notano due aggiunte: il ripetitore laterale dell'indicatore di direzione e la luce di retromarcia (porzione di vetro non colorata) al gruppo ottico posteriore; mancano invece i tergilunotto, anche se il particolare non è visibile nell'immagine

A quattro anni e mezzo dalla nascita, esattamente in occasione del XVIII Salone dell'automobile di Torino che si apre il 28 ottobre 1961, viene esposta la seconda serie Flaminia, che presenta alcune modifiche, soprattutto meccaniche: un nuovo albero di trasmissione più corto (grazie al prolungamento “a campana” dell'uscita motore e dell'entrata frizione) che non necessita più di alcun supporto intermedio, ed un aumento del rapporto di compressione del motore (da 7,85 a 8,40: 1) che lascia quasi invariato il valore di coppia (che anzi, si riduce da 19,5 a 19,2 kgm) ma incrementa la potenza (da 102 a 110 cv DIN) e la velocità (da 160 a 166 km/h).
Nella carrozzeria, a parte alcune modifiche alla plancia (aggiunta di aperture per l'afflusso dell'aria nell'abitacolo (con regolazione a farfalla), variazioni ai convogliatori dell'impianto di aerazione e riscaldamento, nuovo ripetitore degli indicatori direzionali nel quadro strumenti), si nota l'adozione delle luci di retromarcia, con relativa modifica dei gruppi ottici posteriori.

Da segnalare ancora che la seconda serie Flaminia, a differenza di quanto accaduto nel caso della prima serie, può essere fornita anche con guida a destra.

A partire dall'estate del 1962 anche la Flaminia berlina abbandona definitivamente i freni a tamburo: da allora in poi, viene equipaggiata esclusivamente con i freni a disco, che non sono più forniti a richiesta con sovrapprezzo: il prezzo di listino passa però da 2.940.000 a 3.000.000 di Lire, con un incremento di 60.000 Lire, esattamente la cifra che fino ad allora si pagava per avere il sistema frenante più avanzato.

Al XVI Salone dell'automobile di Francoforte dell'autunno 1963 nasce invece la versione con cilindrata del motore portata a 2,8 litri, che di fatto segna la fine della seconda serie da 2 litri e mezzo, la quale tuttavia rimane a listino, accanto alla sorella "maggiorata", fino al 1968, evidentemente per lo smaltimento delle scorte dei motori.

La berlina Flaminia seconda serie

Particolare della strumentazione della berlina Flaminia seconda serie: con A è indicato il nuovo termometro dell'olio, inserito al posto delle spie degli indicatori di direzione, che sono state trasferite tra i due strumenti circolari, nella posizione indicata con la lettera B. Da notare che queste piccole variazioni erano già state apportate alle Flaminia della prima serie, a partire dal marzo 1960

- - Periodo di produzione: approssimativamente, dal settembre 1961 al settembre 1963 vedi nota (1)
  - Modelli:
    - tipo 813.10, berlina 4 porte, 5-6 posti, con guida a sinistra
    - tipo 813.11, berlina 4 porte, 5-6 posti, con guida a destra

  - Numerazione progressiva:
    - tipi 813.10 e 813.11: da 5001 a 5638

  - Unità prodotte:
    - 638 (prevalentemente con guida a sinistra)

  - Caratteristiche principali:
 motore: anteriore a 6 cilindri a V di 2457,98 cm³, potenza 110 cv (DIN) a 5200 giri, valvole in testa; carrozzeria: berlina 4 porte, 5-6 posti, scocca semi-portante, sospensione anteriore a ruote indipendenti, sospensione posteriore a ruote semi-indipendenti (schema De Dion); trasmissione: con trazione alle ruote posteriori, cambio a 4 rapporti+retromarcia; dimensioni e peso: passo cm 287, lunghezza cm 485,5, larghezza cm 175, peso (a vuoto) Kg 1490 circa; velocità max: km/h 166.

Nota (1) = la berlina seconda serie (813.10 e 813.11) appare nei listini fino al mese di ottobre 1968, dopodiché scompare definitivamente.

| Caratteristiche tecniche Lancia Flaminia berlina seconda serie | |
| Motore                                                         | tipo "813.10”; anteriore, longitudinale, monoblocco; corpo cilindri in alluminio con canne ghisa piantate; pistoni in lega d'alluminio, con tre anelli (due di tenuta e uno raschiaolio); testa cilindri in alluminio con sedi valvole riportate; bielle in acciaio con boccole perno stantuffo in bronzo; albero motore ruotante su 4 supporti; peso del motore a secco (senza acqua e senza olio) kg 175 circa; sospensione motore tramite quattro supporti su doppi tamponi di gomma. |
| Numero e posizione cilindri                                    | 6 cilindri a V (60°). |
| Cilindrata                                                     | cmc 2457,98 (alesaggio mm 80,00 - corsa mm 81,50). |
| Distribuzione                                                  | albero a camme, nel basamento, in posizione centrale (posto cioè nell'angolo formato dalle due file di cilindri) comandato a catena con tenditore idraulico automatico; valvole in testa (due per cilindro) inclinate tra di loro, azionate da puntalini e bilancieri; ogni valvola è richiamata da una molla singola; camere di scoppio emisferiche; messa in fase della distribuzione: a) aspirazione: apertura 17° prima del P.M.S. (Punto Morto Superiore), chiusura 55° dopo il P.M.I. (Punto Morto Inferiore): b) scarico: apertura 55° prima del P.M.I., chiusura: 17° dopo il P.M.S. con gioco valvole, speciale per il controllo, di mm 0,4; gioco normale valvole a motore freddo: aspirazione 0,15 mm, scarico 0,25 mm. |
| Rapporto di compressione                                       | 8,40: 1 |
| Potenza max                                                    | 110 cv a 5.200 giri/minuto misurata col sistema DIN (122 cv se misurata col sistema SAE, che prevede che il motore venga testato al banco, privo di marmitta, di ventilatore e di filtro aria). |
| Coppia                                                         | 19,2 mkg a 3000 giri /minuto; |
| Lubrificazione                                                 | forzata, con pompa ad ingranaggi e valvola limitatrice della pressione; filtro del tipo “a cartuccia” posto sul lato sinistro del motore, filtro a rete nella succheruola; raffreddamento olio con radiatore sul lato sinistro del radiatore acqua; capacità circuito circa litri 6,60 (pari a kg 6,0), compresi filtri e tubazioni; manometri pressione e temperatura olio sul quadro strumentazione. |
| Raffreddamento                                                 | ad acqua, a circolazione forzata, con pompa centrifuga coassiale col ventilatore ausiliario a 4 pale, comandato con cinghia trapezoidale; l'impianto è regolato da due termostati, uno sulle tubazioni e l'altro che comanda la persiana al radiatore; capacità circuito (radiatore e motore) litri 10 (incluso 1 litro dei riscaldatori); introduzione acqua tramite apertura tappo sul radiatore; scarico acqua tramite rubinetto posto sul lato destro del motore. |
| Accensione                                                     | a spinterogeno; bobina Marelli BZR 200 A; distributore d'accensione Marelli S 80 B; ordine d'accensione: 1-4-3-6-5-2; numerazione cilindri: a sinistra 1-3-5, a destra 2-4-6, a partire dal ventilatore; anticipo fisso 3°, anticipo automatico 32°; candele Champion N5 (sedondo alcune fonti Champion N4) da mm 14 × 1,25; distanza tra gli elettrodi delle candele mm 0,5-0,6; apertura contatti distributore mm 0,37-0,43. |
| Alimentazione                                                  | carburatore invertito Solex C40 PAAI doppio corpo, invertito, munito di pompa di accelerazione e di dispositivo d'avviamento (starter) comandato con leva sotto il cruscotto; pompa elettrica tipo Bendix situata sul lato sinistro del vano bagagli. Dati di regolazione del carburatore: diffusori mm 26, getti principali mm 1,25, getti del minimo 0,45, freno aria mm 1,90 (con filtro a bagno d'olio 1,70); filtro aria sul carburatore, ad elemento filtrante (a richiesta: filtro a bagno d'olio). |
| Impianto elettrico                                             | a 12 V - batteria da 45 Ah (sistemata nel cofano anteriore); dinamo Marelli DN 62 D da 300 W; regolatore a 3 nuclei Marelli IR 50 E; motorino di avviamento Marelli MT 32 LA-0,8/12 D9; |
| Trasmissione                                                   | trazione sulle ruote posteriori; frizione, cambio e differenziale in gruppo unico, fissato al telaio e disposto al retrotreno L'albero di trasmissione, di tipo tubolare, è unico, senza supporto intermedio. |
| Frizione                                                       | frizione in blocco unico con cambio e differenziale (blocco unico disposto al retrotreno, come indicato alla voce “trasmissione”) monodisco a secco; è possibile montare, a richiesta e con sovrapprezzo, la frizione automatica sistema Saxomat. |
| Cambio                                                         | cambio in blocco con frizione e differenziale (blocco unico disposto al retrotreno, come indicato alla voce “trasmissione”) a 4 rapporti+retromarcia; tutte le marce avanti sono silenziose e sincronizzate; rapporti: I=3,31:1;II=2,20:1;III=1,51:1;IV=1:1; RM=3,60:1; leva di comando al volante; capacità olio gruppo propulsore (cambio-differenziale) litri 4,10 (pari a kg 3,70); controllo livello tramite asta nel tappo di introduzione, che si trova sul propulsore ed è accessibile togliendo l'apposito coperchio sul piano del bagagliaio; lo scarico dell'olio si effettua tramite tappo inferiore nel cambio. |
| Rapporto al ponte                                              | rapporto finale di riduzione, con coppia conica Hypoid 12/47 (3,917:1). |
| Scocca                                                         | portante in lamiera d'acciaio, con telaio ausiliario raggruppante motore, montanti sospensioni anteriori e guida; pianale in lamiera stampata con traverse a fondo integrale che si raccorda, nella parte anteriore, ad un robusto portale. |
| Sospensioni ant.                                               | a ruote indipendenti a quadrilatero trasversale, molle ad elica e barra stabilizzatrice; ammortizzatori idraulici telescopici a doppio effetto. |
| Sospensioni post.                                              | a ruote semi-indipendenti (schema De Dion), mediante assale con barra di reazione trasversale e barra stabilizzatrice, balestre longitudinali ed ammortizzatori idraulici telescopici a doppio effetto. |
| Impianto frenante                                              | freni d'esercizio a pedale, a disco (marca Dunlop) sulle quattro ruote, con servofreno a depressione; circuiti ruote anteriori e posteriori indipendenti; diametro dei dischi: cm 29,2 anteriormente e cm 30,5 posteriormente; freno di stazionamento, a mano, meccanico ed agente sul propulsore (la impugnatura del comando del freno a mano è posizionata sotto il cruscotto). |
| Sterzo                                                         | sterzo a vite globoidale e rullo (rapporto 1:18,2); capacità olio scatola guida litri 0,31 (kg 0,28); introduzione olio tramite tappo sul coperchio scatola (il livello è normale quando l'olio copre la vite globoidale); snodi a sfera (lubrificati solo al montaggio); timoneria con ammortizzatore idraulico telescopico; la posizione di guida è a sinistra (a guida a destra, a richiesta); diametro del volante cm 42,6; diametro di sterzata mt 12,00. |
| Ruote                                                          | a disco, in lamiera stampata. |
| Pneumatici                                                     | misure 175x400; pressioni gonfiaggio (a freddo): 1,90 kg/cm² anteriormente e 2,2-2,4 kg/cm² posteriormente. |
| Passo                                                          | cm 287,0. |
| Altezza minima da terra                                        | cm 14,0 (con vettura carica); secondo alcune fonti l'altezza minima da terra sarebbe di cm 11,0. |
| Carreggiate anter-poster                                       | cm 136,8 -cm 137,0. |
| Lunghezza x larghezza x altezza                                | vettura (berlina) cm 485,5 x cm 175,0 x cm 148,0; l'altezza è intesa a vettura scarica. |
| Carrozzeria, arredamenti ed accessori                          | carrozzeria: berlina 4 porte con montante centrale e porte incernierate anteriormente (apertura controvento), 5-6 posti (l'ampio sedile anteriore unico può ospitare 3 persone; volante (non regolabile) a due razze con semi-anello per azionamento avvisatore elettroacustico. sedili: sedile anteriore unico (con inclinazione schienale regolabile) con bracciolo centrale retrattile; braccioli all'interno di tutte e quattro le portiere; sono disponibili come optional a richiesta (con sovrapprezzo di Lire 40.000) i sedili anteriori divisi; sedile posteriore con bracciolo centrale retrattile. vano motore: illuminato. bagagliaio: vano illuminato; il bagagliaio, rivestito in gomma sia sul fondo che sulle pareti, contiene la ruota di scorta (posizionata verticalmente e ricoperta da apposita guaina) e gli attrezzi in dotazione; il coperchio, contrappesato, rimane aperto in qualsiasi posizione. comandi al volante: leva per commutazione luci ed azionamento indicatori di direzione, leva del cambio e semi-anello per azionamento avvisatore elettroacustico. comandi a pedale: freno, frizione ed acceleratore (quest'ultimo del tipo a suola); tutti e tre i pedali sono rivestiti in gomma. strumentazione: riunita in due strumenti circolari; lo strumento di sinistra comprende il tachimetro con scala fino a 180 km/h, l'indicatore livello benzina, quelli della pressione dell'olio (con spia luminosa in caso di pressione insufficiente) e della temperatura dell'acqua nonché i due contachilometri (totalizzatore e parziale); alla base dello strumento, il termometro della temperatura dell'olio; lo strumento di destra include invece il contagiri (graduato fino a 5500 giri), l'orologio e tre spie: starter, dinamo e luci. |
| Peso                                                           | a vuoto kg 1490, in ordine di marcia kg 1560; peso massimo ammesso a pieno carico, Kg 2040. |
| Serbatoio carburante                                           | capacità litri 58, di cui 7 di riserva; indicatore livello sul quadro porta-apparecchi del cruscotto. |
| Velocità massima                                               | 166 km/h; velocità massime (km/h) nelle varie marce:: I=50, II=77, III=113; retromarcia=46 |
| Pendenze massime superabili                                    | in prima marcia=30%; in II=19%; in III= 12%; in IV=7,5%. ; in retromarcia 33% |
| Consumo                                                        | calcolato secondo norme CUNA (in IV marcia, ad una velocità costante pari ai 2/3-3/4 della velocità massima, cioè, nella fattispecie, a circa 115-125 km/h) 12,6 litri di supercarburante ogni 100 km. |
| Tassa di circolazione                                          | Potenza fiscale in Italia CV 26; bollo di circolazione annuo: dal debutto (settembre 1961) al 31 dicembre 1962=Lire 101.085 dal 1º gennaio 1963 all'ottobre 1968 (fine commercializzazione) =Lire 106.140 |
| Prezzo in Italia                                               | Dal debutto (settembre 1961) a fine commercializzazione (ottobre 1968): Lire 3.000..000 (prezzo di listino) Optionals previsti: al debutto (ottobre 1961): apparecchio radio (Lire 148.000); frizione automatica Saxomat (Lire 100.000); interno in pelle (Lire 155.000); sedili anteriori divisi (Lire 40.000); gomme fianco bianco (Lire 17.500); dal luglio 1963 le gomme fianco bianco non sono più disponibili. |
| Prezzo in Svizzera                                             | nel marzo 1963: 25.500 Franchi Svizzeri |

### La Flaminia berlina seconda serie Speciale
Nel 1962, senza che la Casa dia pubblicità all'evento, vengono costruite 12 berlina "Speciali" (la denominazione di fabbrica è: tipo 813.12) munite di motore, alimentato da doppio carburatore, più compresso (il rapporto di compressione sale a 9:1) e di conseguenza molto più potente (140 cv a 5600 giri/minuto) e capace di far raggiungere alla vettura i 180 km/h.

Di queste Flaminia Speciale, tutte (o in gran parte) destinate all'utilizzo da parte della Polizia di Stato, non è mai stato reso noto il prezzo di vendita.

Risulta per certo che qualcuna di queste Flaminia sia stata impiegata in pattuglia sull'Autostrada del Sole e come macchina di inizio corteo durante visite a Roma di importanti personalità
- - Periodo di produzione: nel corso del 1962
  - Modello:
    - tipo 813.12, berlina 4 porte, 5-6 posti, con guida a sinistra

  - Numerazione progressiva:
    - da 1001 a 1012

  - Unità prodotte:
    - 12

  - Caratteristiche principali:
 motore: anteriore a 6 cilindri a V di 2457,98 cm³, potenza 140 cv DIN a 5.600 giri, valvole in testa; carrozzeria: berlina 4 porte, 5-6 posti, scocca semi-portante, sospensione anteriore a ruote indipendenti, sospensione posteriore a ruote semi-indipendenti (schema De Dion); trasmissione: con trazione alle ruote posteriori, cambio a 4 rapporti+retromarcia; dimensioni e peso: passo cm 287, lunghezza cm 485,5, larghezza cm 175, peso (a vuoto) kg 1490 circa; velocità max: km/h 180.

| Caratteristiche tecniche Lancia Flaminia berlina seconda serie Speciale | |
| Motore                                                                  | tipo "823.10”; anteriore, longitudinale, monoblocco; corpo cilindri in alluminio con canne ghisa piantate; pistoni in lega d'alluminio; testa cilindri in alluminio con sedi valvole riportate; bielle in acciaio con boccole perno stantuffo in bronzo; albero motore ruotante su 4 supporti; peso del motore a secco (senza acqua e senza olio) kg 175 circa; sospensione motore tramite quattro supporti su doppi tamponi di gomma. |
| Numero e posizione cilindri                                             | 6 cilindri a V (60°). |
| Cilindrata                                                              | cmc 2457,98 (alesaggio mm 80,00 - corsa mm 81,50). |
| Distribuzione                                                           | albero a camme, nel basamento, in posizione centrale (posto cioè nell'angolo formato dalle due file di cilindri) comandato a catena con tenditore idraulico automatico; valvole in testa (due per cilindro) inclinate tra di loro, azionate da puntalini e bilancieri; camere di scoppio emisferiche; messa in fase della distribuzione: a) aspirazione: apertura 22° prima del P.M.S. (Punto Morto Superiore), chiusura 60° dopo il P.M.I. (Punto Morto Inferiore): b) scarico: apertura 60° prima del P.M.I., chiusura: 22° dopo il P.M.S. |
| Rapporto di compressione                                                | 9,00: 1 |
| Potenza max                                                             | 140 cv a 5.600 giri/minuto misurata col sistema CUNA, che conduce a risultati simili a quelli calcolati secondo il più diffuso sistema DIN). |
| Coppia                                                                  | 20,7 mkg a 3600 giri /minuto; |
| Lubrificazione                                                          | forzata, con pompa ad ingranaggi e valvola limitatrice della pressione; manometri pressione e temperatura olio sul quadro strumentazione; capacità circuito circa litri 6,60 (pari a kg 6,0). |
| Raffreddamento                                                          | ad acqua, a circolazione forzata, con pompa centrifuga coassiale col ventilatore ausiliario a 4 pale, comandato con cinghia trapezoidale; l'impianto è regolato da due termostati, uno sulle tubazioni e l'altro che comanda la persiana al radiatore; capacità circuito (radiatore e motore) litri 10 (incluso 1 litro dei riscaldatori); introduzione acqua tramite apertura tappo sul radiatore; scarico acqua tramite rubinetto posto sul lato destro del motore. |
| Accensione                                                              | a spinterogeno; bobina Marelli BZR 201 A; distributore d'accensione Marelli S 82 B; anticipo fisso 6°, anticipo automatico 23° in più dell'anticipo fisso; ordine d'accensione: 1-4-3-6-5-2; numerazione cilindri: a sinistra 1-3-5, a destra 2-4-6, a partire dal ventilatore; candele Marelli CW6 SL |
| Alimentazione                                                           | carburatore a mezzo di 1 carburatore invertito doppio corpo Weber 35 DCNL 3 con starter e 2 carburatori invertiti doppio corpo Weber 35 DCLN 2 senza starter; pompa elettrica tipo Bendix situata sul lato sinistro del vano bagagli; dati di regolazione: diffusore mm 30, getto principale mm 1,30, getto del minimo 0,55, freno aria mm 2,40; |
| Impianto elettrico                                                      | a 12 V - batteria da 45 Ah (sistemata nel cofano anteriore); dinamo Marelli DN 62 D da 300 W; motorino di avviamento elettrico Marelli MT 32 LA-0,8/12 D9; regolatore a tre nuclei Marelli IR 50 E. |
| Trasmissione                                                            | trazione sulle ruote posteriori; frizione, cambio e differenziale in gruppo unico, fissato al telaio e disposto al retrotreno L'albero di trasmissione, di tipo tubolare, è unico, senza supporto intermedio. |
| Frizione                                                                | frizione in blocco unico con cambio e differenziale (blocco unico disposto al retrotreno, come indicato alla voce “trasmissione”) monodisco a secco. |
| Cambio                                                                  | cambio in blocco con frizione e differenziale (blocco unico disposto al retrotreno, come indicato alla voce “trasmissione”) a 4 rapporti+retromarcia; tutte le marce avanti sono silenziose e sincronizzate; rapporti: I=3,31:1;II=2,20:1;III=1,51:1;IV=1:1; RM=3,60:1. |
| Rapporto al ponte                                                       | rapporto finale di riduzione, con coppia conica Hypoid 12/47 (3,917:1). |
| Scocca                                                                  | portante in lamiera d'acciaio, con telaio ausiliario raggruppante motore, montanti sospensioni anteriori e guida; pianale in lamiera stampata con traverse a fondo integrale che si raccorda, nella parte anteriore, ad un robusto portale. |
| Sospensioni ant.                                                        | a ruote indipendenti a quadrilatero trasversale, molle ad elica e barra stabilizzatrice; ammortizzatori idraulici telescopici a doppio effetto. |
| Sospensioni post.                                                       | a ruote semi-indipendenti (schema De Dion), mediante assale con barra di reazione trasversale e barra stabilizzatrice, balestre longitudinali ed ammortizzatori idraulici telescopici a doppio effetto. |
| Impianto frenante                                                       | freni d'esercizio, a pedale, a disco (marca Dunlop) sulle quattro ruote, con servofreno a depressione; circuiti ruote anteriori e posteriori indipendenti; diametro dei dischi: cm 29,2 anteriormente e cm 30,5 posteriormente; freno di stazionamento, a mano, meccanico ed agente ssul propulsore (la impugnatura del comando del freno a mano è posizionata sotto il cruscotto); freno di stazionamento, a mano, meccanico ed agente sui dischi delle ruote posteriori (la impugnatura del comando del freno a mano è posizionata sotto il cruscotto). |
| Sterzo                                                                  | sterzo a vite globoidale e rullo (rapporto 1:18,2); capacità olio scatola guida litri 0,31 (kg 0,28); introduzione olio tramite tappo sul coperchio scatola (il livello è normale quando l'olio copre la vite globoidale); snodi a sfera (lubrificati solo al montaggio); timoneria con ammortizzatore idraulico telescopico; la posizione di guida è a sinistra; diametro del volante cm 42,6; diametro di sterzata mt 12,00. |
| Ruote                                                                   | a disco, in lamiera stampata. |
| Pneumatici                                                              | misure 175x400. |
| Passo                                                                   | cm 287,0. |
| Carreggiate anter-poster                                                | cm 136,8 -cm 137,0. |
| Lunghezza x larghezza x altezza                                         | vettura (berlina) cm 485,5 x cm 175,0 x cm 148,0; l'altezza è intesa a vettura scarica. |
| Carrozzeria, arredamenti ed accessori                                   | carrozzeria: berlina 4 porte con montante centrale e porte incernierate anteriormente (apertura controvento), 5-6 posti; volante (non regolabile) a due razze con semi-anello per azionamento avvisatore elettroacustico. vano motore: illuminato. bagagliaio: vano illuminato; il bagagliaio, rivestito in gomma sia sul fondo che sulle pareti, contiene la ruota di scorta (posizionata verticalmente e ricoperta da apposita guaina) e gli attrezzi in dotazione; il coperchio, contrappesato, rimane aperto in qualsiasi posizione. allestimento particolare: (vettura o vetture utilizzata/e in pattuglia sull'Autostrada del Sole): faro rotante blu sul tetto, due fari a luce intermittente rossa e blu posti davanti alla mascherina anteriore. |
| Peso                                                                    | a vuoto kg 1490 circa, in ordine di marcia kg 1560 circa. |
| Serbatoio carburante                                                    | capacità litri 58, di cui 7 di riserva; indicatore livello sul quadro porta-apparecchi del cruscotto. |
| Velocità massima                                                        | 180 km/h; velocità massime (km/h) nelle varie marce (valori indicativi, non ufficiali): I=57, II=85, III=123; retromarcia=52. |
| Pendenza massima superabile                                             | in prima marcia=38%. |
| Consumo                                                                 | calcolato secondo norme CUNA (in IV marcia, ad una velocità costante pari ai 2/3-3/4 della velocità massima, cioè, nella fattispecie, a circa 125-135 km/h) 13 litri di supercarburante ogni 100 km.; secondo il Volume "60 anni della Lancia", pubblicato nel 1967 dalla Lancia medesima, il consumo sarebbe di 17,5 litri ogni 100 Km. |
| Tassa di circolazione                                                   | Potenza fiscale in Italia CV 26; bollo di circolazione annuo (nel 1962)=Lire 101.085 |
| Prezzo in Italia                                                        | Dato non disponibile in quanto non reso noto all'epoca della produzione. |

### La Flaminia berlina 2.8

La scritta che appare sul cofano del bagagliaio è il solo elemento esterno che distingue la Flaminia da 2,8 litri

L'ultima Flaminia berlina, la cui carrozzeria è praticamente identica a quella delle due serie precedenti

Al XLI salone dell'automobile di Francoforte dell'autunno 1963 nasce la versione con cilindrata del motore portata a 2,8 litri (mediante il rialesaggio dei cilindri da 80 a 85 mm) e quindi più potente (129 cv CUNA) e più elastico (la coppia massima sale a 23,3 mkg a 2500 giri) che conferisce alla Flaminia un sensibile miglioramento nella ripresa più che non nelle prestazioni velocistiche (la velocità massima sale di poco, da 166 a 170 Km. orari). Piccole variazioni riguardano la trasmissione (i rapporti del cambio e quello del ponte sono diversi) ed i freni (che naturalmente sono a disco di serie) dove viene lievemente aumentato il diametro dei dischi). In Italia non viene più proposta la versione con frizione automatica, che probabilmente rimane disponibile per alcuni mercati esteri.

Il lettino fornito a richiesta dalla casa

La plancia della Flaminia berlina 2.8

La carrozzeria non subisce variazioni, tanto è vero che la nuova 2800 si differenzia dalla sorella minore solo per la scritta (Lancia Flaminia 2.8) che appare sulla coda.

Da osservare che, per ancora cinque anni (fino al 1968), la Flaminia berlina è disponibile nelle due cilindrate (2500 oppure 2800 cm³) poi, nel 1969 e fino ai primi mesi del 1970 (quando la Flaminia lascia definitivamente la scena), il listino prevede soltanto la berlina di maggior cilindrata.

Nel 1965, sulla stampa specializzata appare questa curiosa notizia: per consentire al passeggero del sedile anteriore di riposarsi nei lunghi viaggi, la Lancia fornisce.....un letto; esso viene riposto in una valigia nel bagagliaio e si monta con facilità dopo aver reclinato lo schienale anteriore. Per sicurezza, il passeggero può legarsi con la cintura in dotazione. Pare che le dimensioni e la sistemazione del lettino consentano un sufficiente grado di comfort, anche con vettura in marcia. Naturalmente è necessario che la vettura abbia il sedile anteriore diviso, un allestimento particolare che si può ottenere a richiesta.
- - Periodo di produzione: approssimativamente, dal settembre 1963 al 1969 vedi nota (1)
  - Modelli:
    - tipo 826.000, berlina 4 porte, 5-6 posti, con guida a sinistra
    - tipo 826.001, berlina 4 porte, 5-6 posti, con guida a destra

  - Numerazione progressiva:
    - tipi 826.000 e 826.001: da 1001 a 1599

  - Unità prodotte:
    - 599 (di cui 556 con guida a sinistra e 43 con guida a destra)

  - Caratteristiche principali:
 motore: anteriore a 6 cilindri a V di 2774,83 cm³, potenza 129 cv (CUNA) a 5000 giri, valvole in testa; carrozzeria: berlina 4 porte, 5-6 posti, scocca semi-portante, sospensione anteriore a ruote indipendenti, sospensione posteriore a ruote semi-indipendenti (schema De Dion); trasmissione: con trazione alle ruote posteriori, cambio a 4 rapporti+retromarcia; dimensioni e peso: passo cm 287, lunghezza cm 485,5 , larghezza cm 175, peso (a vuoto) kg 1490 circa; velocità max: km/h 170.

Nota (1) = la commercializzazione prosegue fino al febbraio 1970.
| Caratteristiche tecniche Lancia Flaminia berlina 2.8 | |
| Motore                                               | tipo "826.000”; anteriore, longitudinale, monoblocco; corpo cilindri in alluminio con canne ghisa piantate (rettificate e levigate in posto); pistoni in lega d'alluminio, con tre anelli (due di tenuta e uno raschiaolio); testa cilindri in alluminio con sedi valvole riportate; bielle in acciaio con boccole perno stantuffo in bronzo; albero motore ruotante su 4 supporti; peso del motore a secco (senza acqua e senza olio) kg 175 circa; sospensione motore tramite quattro supporti su doppi tamponi di gomma. |
| Numero e posizione cilindri                          | 6 cilindri a V (60°). |
| Cilindrata                                           | cmc 2774,83 (alesaggio mm 85,00 - corsa mm 81,50). |
| Distribuzione                                        | albero a camme, nel basamento, in posizione centrale (posto cioè nell'angolo formato dalle due file di cilindri) comandato a catena con tenditore idraulico automatico; valvole in testa (due per cilindro) inclinate tra di loro, azionate da puntalini e bilancieri; camere di scoppio emisferiche; messa in fase della distribuzione: a) aspirazione: apertura 13° prima del P.M.S. (Punto Morto Superiore), chiusura 57° dopo il P.M.I. (Punto Morto Inferiore): b) scarico: apertura 57° prima del P.M.I., chiusura: 13° dopo il P.M.S. con gioco valvole, speciale per il controllo, di mm 0,4; gioco normale valvole a motore freddo: aspirazione 0,15 mm, scarico 0,25 mm. |
| Rapporto di compressione                             | 9,00: 1 |
| Potenza max                                          | 129 cv a 5.000 giri/minuto misurata col sistema CUNA (125 cv se misurata col sistema italiano IGM – Istituto Generale della Motorizzazione – che conduce a risultati simili a quelli rilevati con il più diffuso sistema DIN; la potenza, infine, è di 139 cv se misurata col sistema SAE, ovvero con motore non installato in vettura, sul banco, privo di marmitta, di ventilatore e di filtro dell'aria); il regime di rotazione massimo del motore è di 5.300 giri al minuto. |
| Coppia                                               | 23,3 mkg a 2.500 giri /minuto; |
| Lubrificazione                                       | forzata, con pompa ad ingranaggi e valvola limitatrice della pressione; filtro del tipo “a cartuccia” posto sul lato sinistro del motore, filtro a rete nella succheruola; capacità circuito circa litri 7,30 (pari a kg 6,60), compresi filtri e tubazioni; raffreddamento olio con radiatore posto sul lato sinistro del radiatore acqua; manometri pressione e temperatura olio sul quadro strumentazione. |
| Raffreddamento                                       | ad acqua, a circolazione forzata, con pompa centrifuga coassiale col ventilatore ausiliario a 4 pale, comandato con cinghia trapezoidale; l'impianto è regolato da due termostati, uno sulle tubazioni e l'altro che comanda la persiana al radiatore; capacità circuito (radiatore e motore) litri 10 (incluso 1 litro dei riscaldatori); introduzione acqua tramite apertura tappo sul radiatore; scarico acqua tramite rubinetto posto sul lato destro del motore. |
| Accensione                                           | a spinterogeno; bobina Marelli BZR 201A; distributore d'accensione Marelli S 82 B; anticipo fisso 6°, anticipo automatico 11°30'; ordine d'accensione: 1-4-3-6-5-2; numerazione cilindri: a sinistra 1-3-5, a destra 2-4-6, a partire dal ventilatore; candele Lodge 2 HL; apertura contatti distributore mm 0,37-0,43. |
| Alimentazione                                        | carburatore invertito Solex C40 PAAI, doppio corpo, invertito, munito di dispositivo d'avviamento (starter) comandato con leva sotto il cruscotto e pompa di accelerazione; pompa elettrica tipo Bendix situata sul lato sinistro del vano bagagli; dati di regolazione del carburatore: diffusori mm 28, getto principale mm 1,35, getto del minimo 0,45, freno aria mm 1,80; filtro aria, ad elemento filtrante, montato sul carburatore (a richiesta: a bagno d'olio). |
| Impianto elettrico                                   | a 12 V - batteria da 45 Ah (sistemata nel cofano anteriore); dinamo Marelli DN 62 D da 300 W; regolatore a tre nuclei Marelli IR 50 E; motorino d'avviamento Marelli MT 32 LA-0,8/12 D9. |
| Trasmissione                                         | trazione sulle ruote posteriori; frizione, cambio e differenziale in gruppo unico, fissato al telaio e disposto al retrotreno L'albero di trasmissione, del tipo tubolare, è unico, senza supporto intermedio. |
| Frizione                                             | frizione in blocco unico con cambio e differenziale (blocco unico disposto al retrotreno, come indicato alla voce “trasmissione”) monodisco a secco, a mozzo elastico; corsa a vuoto del pedale mm 20÷25. |
| Cambio                                               | cambio in blocco con frizione e differenziale (blocco unico disposto al retrotreno, come indicato alla voce “trasmissione”) a 4 rapporti+retromarcia; tutte le marce avanti sono silenziose e sincronizzate; rapporti: I=3,09:1;II=2,05:1;III=1,42:1;IV=1:1; RM=3,35:1; leva di comando al volante; capacità olio gruppo propulsore (cambio-differenziale) litri 4,10 (pari a kg 3,70); controllo livello tramite asta nel tappo di introduzione, che si trova sul propulsore ed è accessibile togliendo l'apposito coperchio sul piano del bagagliaio; lo scarico dell'olio si effettua tramite tappo inferiore nel cambio. |
| Rapporto al ponte                                    | rapporto finale di riduzione, con coppia conica Hypoid 13/51 (3,923:1). |
| Scocca                                               | portante in lamiera d'acciaio, con telaio ausiliario raggruppante motore, montanti sospensioni anteriori e guida; pianale in lamiera stampata con traverse a fondo integrale che si raccorda, nella parte anteriore, ad un robusto portale. |
| Sospensioni ant.                                     | a ruote indipendenti a quadrilatero trasversale, molle ad elica e barra stabilizzatrice; ammortizzatori idraulici telescopici a doppio effetto. |
| Sospensioni post.                                    | a ruote semi-indipendenti (schema De Dion), mediante assale con barra di reazione trasversale e barra stabilizzatrice, balestre longitudinali ed ammortizzatori idraulici telescopici a doppio effetto. |
| Impianto frenante                                    | freni d'esercizio a pedale, a disco (marca Dunlop) sulle quattro ruote, con servofreno a depressione; circuiti ruote anteriori e posteriori indipendenti; diametro dei dischi: cm 29,5 anteriormente e cm 30,7 posteriormente; freno di stazionamento, a mano, meccanico ed agente ssul propulsore (la impugnatura del comando del freno a mano è posizionata sotto il cruscotto). |
| Sterzo                                               | sterzo a vite globoidale e rullo (rapporto 1:18,2); capacità olio scatola guida litri 0,31 (kg 0,28); introduzione olio tramite tappo sul coperchio scatola (il livello è normale quando l'olio copre la vite globoidale); snodi a sfera (lubrificati solo al montaggio); timoneria con ammortizzatore idraulico telescopico; la posizione di guida è a sinistra (a guida a destra, a richiesta); diametro del volante cm 42,6; diametro di sterzata mt 12,00. |
| Ruote                                                | a disco, in lamiera stampata, 185x400. |
| Pneumatici                                           | misure 175x400; pressioni gonfiaggio (a freddo): 1,90 kg/cm² anteriormente e 2,4 kg/cm² posteriormente. |
| Passo                                                | cm 287,0. |
| Altezza minima da terra                              | cm 14,0 (con vettura carica); secondo alcune fonti l'altezza minima da terra sarebbe di cm 11,0. |
| Carreggiate anter-poster                             | cm 136,8 -cm 137,0. |
| Lunghezza x larghezza x altezza                      | vettura (berlina) cm 485,5 x cm 175,0 x cm 148,0; l'altezza è intesa a vettura scarica. |
| Carrozzeria, arredamenti ed accessori                | carrozzeria: berlina 4 porte con montante centrale e porte incernierate anteriormente (apertura controvento), 5-6 posti (l'ampio sedile anteriore unico può ospitare 3 persone;volante (non regolabile) a due razze con semi-anello per azionamento avvisatore elettroacustico. sedili: sedile anteriore unico (con inclinazione schienale regolabile) con bracciolo centrale retrattile; braccioli all'interno di tutte e quattro le portiere; sono disponibili come optional a richiesta (con sovrapprezzo di Lire 40.000) i sedili anteriori divisi; sedile posteriore con bracciolo centrale retrattile. vano motore: illuminato. bagagliaio: vano illuminato; il bagagliaio, rivestito in gomma sia sul fondo che sulle pareti, contiene la ruota di scorta (posizionata verticalmente e ricoperta da apposita guaina) e gli attrezzi in dotazione; il coperchio, contrappesato, rimane aperto in qualsiasi posizione. comandi al volante: leva per commutazione luci ed azionamento indicatori di direzione, leva del cambio e semi-anello per azionamento avvisatore elettroacustico. comandi a pedale: freno, frizione ed acceleratore (quest'ultimo del tipo a suola); tutti e tre i pedali sono rivestiti in gomma. strumentazione: riunita in due strumenti circolari; lo strumento di sinistra comprende il tachimetro con scala fino a 180 Km. orari, l'indicatore livello benzina, quelli della pressione dell'olio (con spia luminosa in caso di pressione insufficiente) e della temperatura dell'acqua nonché i due contachilometri (totalizzatore e parziale); alla base dello strumento, il termometro della temperatura dell'olio; lo strumento di destra include invece il contagiri (graduato fino a 5500 giri), l'orologio e tre spie: starter, dinamo e luci. |
| Peso                                                 | a vuoto kg 1490, in ordine di marcia kg 1560; peso massimo ammesso a pieno carico, Kg 2040. |
| Serbatoio carburante                                 | capacità litri 58, di cui 7 di riserva; indicatore livello sul quadro porta-apparecchi del cruscotto. |
| Velocità massima                                     | 170 km/h; velocità massime (km/h) nelle varie marce:: I=55, II=82, III=120; retromarcia=50 |
| Pendenze massime superabili                          | in I=35%, in II=22%, in III=14,5%, in IV= 10%, in retromarcia=35%. |
| Consumo                                              | calcolato secondo norme CUNA (in IV marcia, ad una velocità costante pari ai 2/3-3/4 della velocità massima, cioè, nella fattispecie, a circa 115÷125 km/h) 13,9 litri di supercarburante ogni 100 km. |
| Tassa di circolazione                                | Potenza fiscale in Italia CV 29; bollo di circolazione annuo: dal debutto (settembre 1963) fino a fine commercializzazione (febbraio 1970)=Lire 127.575 |
| Prezzo in Italia                                     | Dal debutto (settembre 1963) fino al dicembre 1968: Lire 3.200..000 (prezzo di listino, esclusa I.G.E.) dal 1º gennaio al 30 giugno 1969: Lire 3.330.000 (esclusa I.G.E.) dal 1º luglio 1969 a fine commercializzazione (febbraio 1970): Lire 3.590.000 (inclusa I.G.E. 4%) Optionals previsti: al debutto (settembre 1963): apparecchio radio (da Lire 102.000 a Lire 130.000 secondo il modello); interno in pelle (Lire 155.000); sedili anteriori divisi (Lire 40.000). nel marzo del 1965: apparecchio radio (da Lire 97.000 a Lire 130.000 secondo il modello); interno in pelle (Lire 170.000); sedili anteriori divisi (Lire 45.000 in panno, Lire 65.000 in pelle) nel luglio 1969: apparecchio radio (da Lire 100.000 a Lire 157.000 secondo il modello); interno in pelle (Lire 197.000); non più previsti i sedili anteriori divisi. |
| Prezzo in Svizzera                                   | nel marzo 1964: 26.500 Franchi Svizzeri nel marzo 1965: 25.000 Franchi Svizzeri nel marzo 1967: 25.000 Franchi Svizzeri nel marzo 1969: 26.400 Franchi Svizzeri |

### Nessuna erede per la Flaminia
La Flaminia esce di scena nel 1970 e non ci sarà una nuova ammiraglia Lancia fino al 1976, quando uscirà il modello Gamma, una macchina di moderna concezione, a trazione anteriore, con carrozzeria due volumi e motore boxer da 2 litri e mezzo da 140 cv.

### I prezzi delle Flaminia berlina
Anche in Italia, la berlina Flaminia viene posta in vendita a prezzi molto elevati (2.940.000 Lire al momento della immissione sul mercato, nel 1957, che diventano 3.000.000 nel '62 quando vengono montati di serie i freni a disco, 3.200.000 nel'63 nella versione da 2,8 litri, che salirà ancora e raggiungerà, nell'estate del 1969, includendo il 4% per l'Imposta Generale sulle Entrate - che in precedenza si conteggiava a parte - la vetta massima di 3.590.000 Lire) per cui i numeri di produzione (meno di 4.000 unità in 12 anni) risultano relativamente ridotti: ciononostante la Flaminia berlina si afferma anche come vettura italiana di rappresentanza (parecchie unità vengono utilizzate dalle alte cariche dello Stato italiano) rimanendo comunque un simbolo della massima produzione Lancia del dopoguerra, una valida esponente di quel segmento che qualche decennio dopo viene definito delle berline di lusso, dalle grandi qualità costruttive e grandi dimensioni, e che, per fare un esempio, sarà occupato negli anni dieci del terzo millennio dalla Maserati Quattroporte per la produzione italiana e dalle BMW Serie7 e Mercedes-Benz Classe S.

### Le prove su strada della Flaminia berlina
Nel corso degli anni, almeno tre testate hanno effettuato test di guida, le cosiddette "prove su strada", di vetture Flaminia berlina.
In tutti e tre i casi, però, ad essere sottoposta ai test è stata una Flaminia berlina della prima serie.
In ordine di tempo: l'antichissima e gloriosa testata inglese The Autocar (che pubblica i risultati nel dicembre 1958), il già famoso periodico italiano Quattroruote, che riporta i molteplici dati rilevati nel suo fascicolo del gennaio 1959, e, a distanza di trent'anni, la rivista Ruoteclassiche, che sottopone al test una Flaminia con parecchie primavere sulle spalle.
La prova di The Autocar

Flaminia berlina prima serie

Il giudizio complessivo che, dopo circa 2000 km di prova, l'autorevole rivista inglese esprime a proposito della Flaminia è lusinghiero, e recita testualmente: La Flaminia è una vettura di classe, di rilevanza internazionale e di fascino, il cui prezzo, nel suo paese di nascita, corrisponde a 1650 sterline. La vettura riesce a racchiudere in sé molti dei requisiti e dei desideri degli automobilisti più esigenti: ospitalità per tutta la famiglia, un adeguato spazio per i bagagli, una dimensione esterna non esagerata, una prestazione vivace, la impeccabile maneggevolezza tipica delle Lancia, una linea di estremo buon gusto dovuta a Pininfarina, e infine un consumo di combustibile modesto.

Certo, il giudizio estremamente positivo è riferito al prezzo in Italia, perché in Gran Bretagna, tra dazi e tasse, la Flaminia viene a costare più del doppio (esattamente 3716 sterline) e supera di gran lunga, per fare un esempio, quello delle pur prestigiose e potenti berline Jaguar da 3 litri e mezzo.

Questi i dati rilevati dalla rivista inglese:

- velocità massima: Km/h 164,6 (miglior passaggio Km/h 165,8)
- accelerazione, da fermo a 48 km/h: 5,0”
- accelerazione, da fermo a 81 km/h: 11,3”
- accelerazione, da fermo a 97 km/h: 15,6”
- accelerazione, da fermo a 113 km/h: 22,1”
- accelerazione, da fermo a 129 km/h: 31,0”
- accelerazione, da fermo, 1/4 di miglio: 20,2"
- ripresa, in IV marcia, da 32 a 64 km/h: 11,3”
- ripresa, in IV marcia, da 32 a 97 km/h: 22,6”
- consumo medio: litri 13,6 ogni 100 km (7,35 km/litro)
- consumo a velocità costante, a 100 km/h in IV marcia: 10 litri ogni 100 Km
- diametro di sterzata: metri 13 circa

La prova di Quattroruote

Flaminia berlina prima serie

La rivista italiana effettua il solito test completo ed esauriente, percorrendo con una delle primissime Flaminia berlina (costruita nel 1957), la bellezza di 6052 chilometri.

Nel complesso, la Flaminia supera a pieni voti la prova, anche se non manca qualche pecca: un abitacolo spazioso ma carente in senso longitudinale (scarso spazio per le gambe dei passeggeri del sedile posteriore), insufficiente dotazione di accessori, tenuta di strada impegnativa, frenatura migliorabile. Di converso, le doti migliori paiono essere il grado di finitura, la tenuta alle infiltrazioni d'acqua, la velocità, la manovrabilità del cambio e il comfort di marcia. Questa, comunque, la frase conclusiva: La Flaminia non è una «vettura da turismo per vincere le corse» (uno slogan proprio della contemporanea Alfa Romeo 1900) ma una macchina di gran classe che armonizza il comfort della grossa vettura americana col brio della vettura europea.
I principali dati rilevati sono:

- peso della vettura a vuoto (con 25-30 litri di carburante): Kg 1525 circa
- velocità massima (media di due passaggi): Km/h 161,073
- accelerazione, da fermo a 50 Km/h: 5,0"
- accelerazione, da fermo a 80 km/h: 11,0"
- accelerazione, da fermo a 100 km/h: 17,0"
- chilometro da fermo: 38"42/100
- ripresa, in IV marcia, da 40 a 60 km/h: 7,2"
- ripresa, in IV marcia, da 40 a 90 Km/h: 18,0"
- consumo rilevato nel traffico urbano: da un minimo di 11,8 litri ogni 100 Km (8,5 Km con un litro) fino ad un massimo di 28,8 litri ogni 100 Km (3,5 Km con un litro)
- consumo rilevato nel traffico extraurbano: da un minimo di 10 litri ogni 100 Km (10 Km con un litro) fino ad un massimo di 15,3 litri ogni 100 Km (6,5 Km con un litro).
- spazio di frenata: a 100 all'ora, in 66 metri.
- diametro di sterzata: metri 12,35.

La prova di Ruoteclassiche

Flaminia berlina prima serie

Nel fascicolo numero 22 dell'ottobre 1989, la rivista "Ruoteclassiche", che si occupa di automobili d'epoca, pubblica il resoconto di una breve prova su strada effettuata con una Flaminia berlina del 1959.

Malgrado i 30 anni di attività, questa Flaminia si comporta ancora egregiamente, come risulta dall'elenco dei dati rilevati, che sono:

- velocità massima: Km/h 155,275
- accelerazione, da fermo a 50 Km/h: 6,2"
- accelerazione, da fermo a 80 Km/h: 12,9 "
- accelerazione, da fermo a 100 Km/h: 19,4 "
- chilometro da fermo: 39"47/100
- ripresa, in IV marcia, da 40 a 60 Km/h: 7,3"
- ripresa, in IV marcia, da 50 a 90 Km/h: 18,4"